# تشيكو ن. أوكازاكي
تشيكو ن. أوكازاكي (بالإنجليزية: Chieko N. Okazaki)‏ هي مبشرة أمريكية، ولدت في 21 أكتوبر 1926، وتوفيت في 1 أغسطس 2011 بسبب قصور القلب.